# NGC 7548
NGC 7548 (również PGC 70826 lub UGC 12455) – galaktyka soczewkowata (SB0), znajdująca się w gwiazdozbiorze Pegaza. Odkrył ją Heinrich Louis d’Arrest 30 września 1861 roku.